# J. C. Spink
Jeffrey Christian Spink (* 25. Februar 1972 in Philadelphia, Pennsylvania; † 18. April 2017 in West Hollywood, Kalifornien) war ein US-amerikanischer Filmproduzent.

## Leben
Spink besuchte die Bucknell University in Lewisburg, Pennsylvania. Dort traf er auf Chris Bender, mit dem zusammen er 1998 die Filmproduktionsfirma Bendersprink gründete, nachdem beide nach ihrem Abschluss schon bei Zide-Perry Productions zusammengearbeitet hatten. Bereits im ersten Geschäftsjahr konnten sie 20 Filmscripts verkaufen. Ab 2001 hatte Bendersprink einen Vertrag mit New Line Cinema, für die sie zahlreiche Hollywoodproduktionen auf den Weg brachten, darunter Butterfly Effect, A History of Violence und Das Schwiegermonster. Mit Wir sind die Millers landeten Spink und Bender ihren größten finanziellen Erfolg, der Film erzielte über 270 Millionen US-Dollar an den Kinokassen. Nach 18 Jahren wurde Bendersprink im Mai 2016 aufgelöst.
Jeffrey Spink wurde am 18. April 2017 von seinem Bruder in seinem Haus in West Hollywood leblos aufgefunden.

## Filmografie (Auswahl)
Als Produzent
- 2004: Butterfly Effect (The Butterfly Effect)
- 2005: Das Schwiegermonster (Monster-in-Law)
- 2005: A History of Violence
- 2005: Wild X-Mas (Just Friends)
- 2006: Butterfly Effect 2 (The Butterfly Effect 2)
- 2008: Insanitarium
- 2009: Butterfly Effect 3 – Die Offenbarung (The Butterfly Effect 3: Revelations)
- 2014: Zombiber (Zombeavers)
- 2016: Das Jerico Projekt (Criminal)

Als Executive Producer
- 2001: Cats & Dogs – Wie Hund und Katz (Cats & Dogs)
- 2002: Ring (The Ring)
- 2005: Ring 2 (The Ring Two)
- 2009: Hangover (The Hangover)
- 2009: The Hole – Wovor hast Du Angst? (The Hole)
- 2011: Arthur
- 2011: Hangover 2 (The Hangover: Part II)
- 2011: Ich bin Nummer Vier (I Am Number Four)
- 2013: Hangover 3 (The Hangover: Part III)
- 2013: Wir sind die Millers (We’re the Millers)
- 2016: Ride Along: Next Level Miami (Ride Along 2)